# Vacquerie-le-Boucq
 Vacquerie-le-Boucq  es una población y comuna francesa, situada en la región de Norte-Paso de Calais, departamento de Paso de Calais, en el distrito de Arras y cantón de Auxi-le-Château.

## Demografía
| 204 | 136 | 193 | 186 | 239 | 229 | 231 | 235 | 216 | 208 | 211 | 240 | 210 | 206 | 179 | 186 | 200 | 182 | 180 | 175 | 160 | 143 | 147 | 164 | 162 | 150 | 134 | 120 | 130 | 116 | 109 | 119 | 95 |
| Para los censos de 1962 a 1999 la población legal corresponde a la población sin duplicidades (Fuente: INSEE [Consultar]) |     |     |     |     |     |     |     |     |     |     |     |     |     |     |     |     |     |     |     |     |     |     |     |     |     |     |     |     |     |     |     |    |